# مانويل فالنر
مانويل فالنر (بالألمانية: Manuel Wallner)‏ (25 أكتوبر 1988 في النمسا - ) هو لاعب كرة قدم نمساوي في مركز الدفاع. شارك مع منتخب النمسا تحت 21 سنة لكرة القدم. أما مع النوادي، فقد لعب مع أوستريا فيينا ونادي غروديغ ونادي كارنتين و1. Wiener Neustädter SC ‏ ونادي كلاغنفورت وSK Austria Kärnten ‏.

## وصلات خارجية
- مانويل فالنر على موقع قاعدة بيانات كرة القدم.إي يو (الإنجليزية)
- مانويل فالنر على موقع Soccerway.com (الإنجليزية)